# Aralez
Aralez (en arménien Արալեզ ) est une communauté rurale du marz d'Ararat en Arménie. En 2008, elle compte 2 723 habitants.